# A Certain Smile
A Certain Smile is een Amerikaanse dramafilm uit 1958 onder regie van Jean Negulesco. Het scenario is gebaseerd op de roman Un certain sourire (1956) van de Franse auteur Françoise Sagan. Destijds werd de film in Nederland uitgebracht onder de titel Als een verre glimlach.

## Verhaal
Dominique Vallon is een rechtenstudente aan de Sorbonne. Ze heeft een relatie met haar medestudent  Bertrand Griot. Bij een bezoek aan diens familie maakt Dominique kennis met zijn rijke oom Luc, die getrouwd is met de innemende Françoise. Ze valt voor Luc en ze beginnen een korte, onbedachtzame affaire.

## Rolverdeling
| Acteur           | Personage         |
| ---------------- | ----------------- |
| Rossano Brazzi   | Luc Ferrand       |
| Joan Fontaine    | Françoise Ferrand |
| Bradford Dillman | Bertrand Griot    |
| Christine Carère | Dominique Vallon  |
| Eduard Franz     | Mijnheer Vallon   |
| Katherine Locke  | Mevrouw Vallon    |
| Kathryn Givney   | Mevrouw Griot     |
| Steven Geray     | Denis             |
| Johnny Mathis    | zichzelf          |
| Trude Wyler      | Mevrouw Denis     |
| Sandy Livingston | Catherine         |
| Renate Hoy       | Juffrouw Minot    |
| Muzaffer Tema    | Pierre            |

## Prijzen en nominaties
| Jaar | Prijs  | Categorie              | Genomineerde(n)             | Uitslag     |
| ---- | ------ | ---------------------- | --------------------------- | ----------- |
| 1958 | Oscars | Beste kostuumontwerp   | Charles LeMaire Mary Wills  | Genomineerd |
| 1958 | Oscars | Beste originele nummer | Sammy Fain                  | Genomineerd |
| 1958 | Oscars | Beste productieontwerp | Lyle R. Wheeler John DeCuir | Genomineerd |